# Christoph Michalski

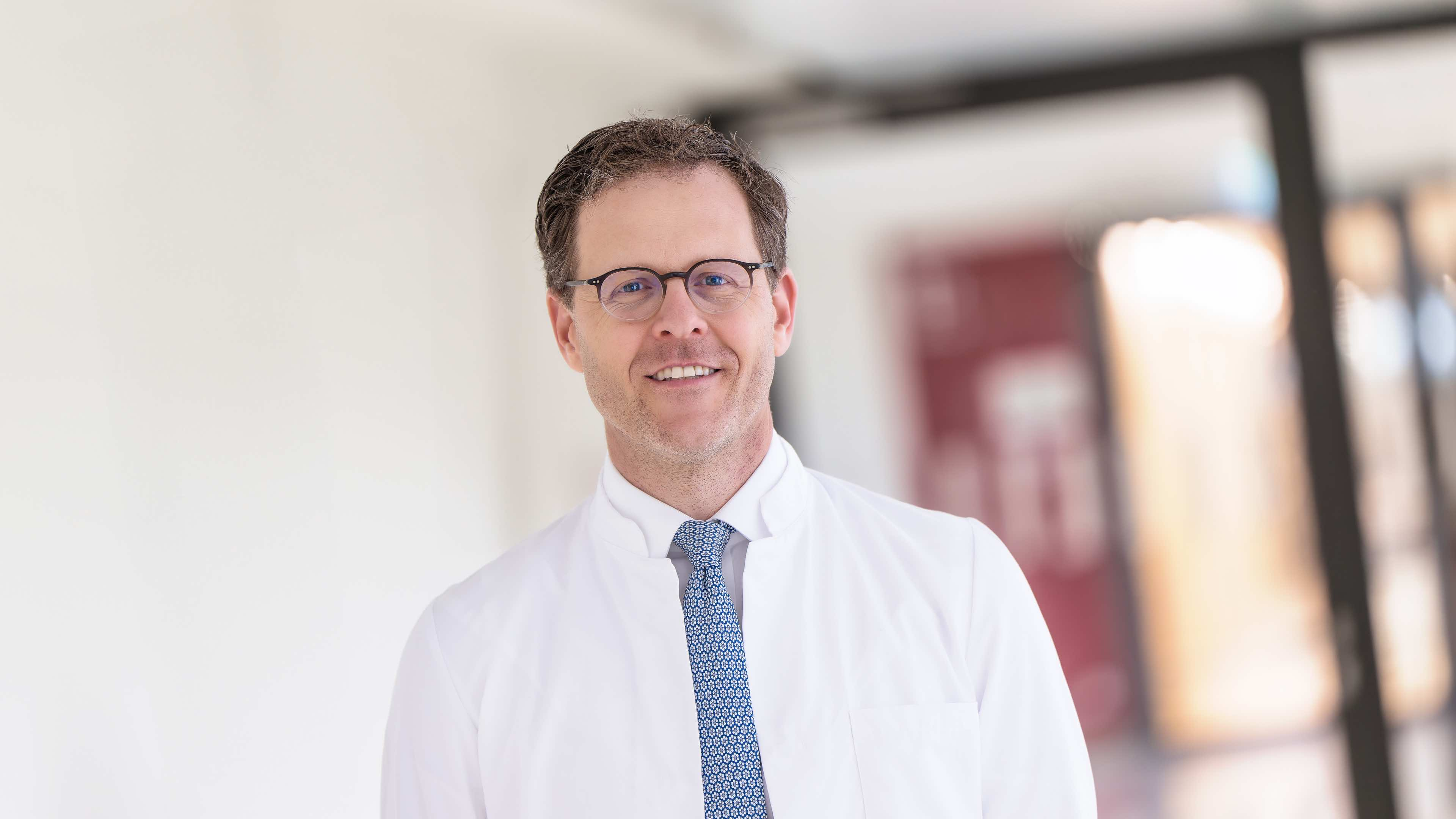
Christoph Michalski (2023)

Christoph Michalski (* 1977) ist ein deutscher Arzt und Chirurg. Er ist Direktor der Klinik für Allgemein-, Viszeral- und Transplantationschirurgie am Universitätsklinikum Heidelberg.

## Leben und Karriere
Nach seinem Abitur 1997 studierte Michalski in Heidelberg Humanmedizin. Nach einigen Studienaufenthalten in England, den Vereinigten Staaten und der Schweiz erhielt Michalski 2004 seine Approbation.
Er begann seine Karriere als Assistenzarzt am Universitätsklinikum Heidelberg und der Chirurgischen Klinik des Klinikums der TU München, wo er das Pankreasforschungslabor leitete. Für ein chirurgisches Fellowship ging Michalski anschließend an die Oregon Health and Science University in Portland (Oregon), bevor er 2014 an das Universitätsklinikum in Heidelberg zurückkehrte. Dort arbeitete er zunächst als Oberarzt und wurde später stellvertretender Leiter der Sektion Transplantationschirurgie. Außerdem erhielt er eine außerplanmäßige Professur an der Universität Heidelberg.
2018 wechselte er an das Universitätsklinikum Halle (Saale), wo er als leitender Oberarzt tätig war. Im Oktober 2020 übernahm Michalski den Lehrstuhl für Chirurgie an der Universität Ulm und wurde ärztlicher Direktor der Klinik für Allgemein- und Viszeralchirurgie am Universitätsklinikum Ulm. Im April 2023 wurde Michalski Direktor der Klinik für Allgemein-, Viszeral- und Transplantationschirurgie am Universitätsklinikum und übernahm den Lehrstuhl für Viszeralchirurgie an der Universität Heidelberg.

## Forschung
Als Chirurg ist Michalski vor allem im Bereich der komplexen Tumorchirurgie, Transplantationschirurgie und modernen minimalinvasiven Verfahren, wie der robotisch-assistierten Chirurgie tätig. Seine Forschung bezieht sich insbesondere auf die Pankreaskarzinogenese, das Pankreaskarzinom und die Viszeralonkologie sowie die Digitalisierung in der Chirurgie. Weiterhin führt er klinische Studien zur Chirurgie und multimodalen Therapie gastrointestinaler Tumorerkrankungen durch.

## Publikationen (Auswahl)
- Bo Kong, Tao Cheng, Chengija Qian, Weiwei Wu, Katja Steiger, Jing Cao, Anna Schlitter, Ivonne Regel, Susanne Raulefs, Helmut Friess, Mert Erkan, Irene Esposito, Jörg Kleeff, Christoph Michalski: Pancreas-specific activation of mTOR and loss of p53 induce tumors reminiscent of acinar cell carcinoma. In: Molecular Cancer. Biomed Central, 2015. Band 14, Nr. 212. ISSN 1476-4598.
- Bo Kong, Weiwei Wu, Tao Cheng, Anna Schlitter, Chengija Qian, Philip Bruns, Ziying Jian, Carsten Jäger, Ivonne Regel, Susanne Raulefs, Nora Behler, Martin Irmler, Johannes Becker, Helmut Friess, Mert Erkan, Jens Siveke, Andrea Tannapfel, Stephan Hahn, Fabian Theis, Christoph Michalski: A subset of metastatic pancreatic ductal adenocarcinomas depends quantitatively on oncogenic Kras/Mek/Erk-induced hyperactive mTOR signalling. In: Gut. BMJ, 2015. Band 65, Nr. 10. ISSN 1468-3288. S. 647–657.
- Max Heckler, Christoph Michalski, Susanne Schaefle, Jörg Kaiser, Markus Büchler, Thilo Hackert: The Sendai and Fukuoka consensus criteria for the management of branch duct IPMN – A meta-analysis on their accuracy. In: Pancreatology. Elsevier, 2017. Band 17. ISSN 1424-3911. S. 255–262.
- Bo Kong, Philipp Bruns, Nora Behler, Ligong Chang, Anna Schlitter, Jing Cao, Andreas Gewies, Jürgen Ruland, Sina Fritzsche, Nataliya Valkovskaya, Ziying Jian, Ivonne Regel, Susanne Raulefs, Martin Irmler, Johannes Beckers, Helmut Friess, Mert Erkan, Nikola Müller, Susanne Roth, Thilo Hackert, Irene Esposito, Fabian Theis, Jörg Kleeff, Christoph Michalski: Dynamic landscape of pancreatic carcinogenesis reveals early molecular networks of malignancy. In: Gut. BMJ, 2018. Band 67. ISSN 1468-3288. S. 146–156.
- Tao Cheng, Zhiheng Zhang, Ziying Jian, Susanne Raulefs, Anna Schlitter, Katja Steiger, Nadja Maeritz, Yamin Zhao, Shanshan Shen, Xiaoping, Zou, Güralp Ceyhan, Helmut Friess, Jörg Kleeff, Christoph Michalski*, Bo Kong*: Ductal obstruction promotes formation of pre-neoplastic lesions from the pancreatic ductal compartment: Ductal obstruction promotes early pancreatic carcinogenesis. In: International Journal of Cancer. Wiley, 2018. Band 144, Nr. 10. ISSN 0020-7136. S. 2529–2538. *Equal contribution.
- Masyuki Tanaka, Max Heckler, Bing Liu, Ulrike Heger, Thilo Hackert, Christoph Michalski: Cytologic Analysis of Pancreatic Juice Increases Specificity of Detection of Malignant IPMN – A Systematic Review. In: Clinical Gastroenterology and Hepatology. Elsevier, 2019. Band 17, Nr. 11. ISSN 1542-3565. S. 2199–2211.
- Zhiheng Zhang, Hongzhen Li, Yibin Deng, Kathleen Schuck, Susanne Raulefs, Nadja Maeritz, Yuanyuan Yu, Torsten Hechler, Andreas Pahl, Vanessa Fernández-Sáiz, Yua Wan, Guosheng Wang, Thomas Engleitner, Rupert Öllinger, Roland Rad, Maximilian Reichert, Nina Diakopoulos, Verena Weber, Jingjing Li, Shanshan Shen, Xiaoping Zou, Jörg Kleeff, Andre Mihaljevic, Christoph Michalski, Hana Algül, Helmut Friess, Bo Kong: AGR2-Dependent Nuclear Import of RNA Polymerase II Constitutes a Specific Target of Pancreatic Ductal Adenocarcinoma in the Context of Wild-Type p53. In: Gastroenterology. Elsevier, 2021. Band 161, Nr. 7824. ISSN 0016-5085. S. 1601–1614.